# KGB (album)
KGB è l'unico album del supergruppo KGB che fu pubblicato dalla MCA Records nel febbraio del 1976 e prodotto da Jim Price.

## I KGB
Questo supergruppo non riuscì a sfondare in fatto commerciale, la caratura professionale dei singoli musicisti è indiscutibile:
- Ray Kennedy (musicista) già alla metà degli anni sessanta suonava nei club con Little Richard, Fats Domino, Jerry Lee Lewis, Wilson Pickett, Beach Boys ed altri;
- Rich Grech ha fatto parte dei Family, Blind Faith, Ginger Baker's Airforce e Traffic;
- Mike Bloomfield suonò con Bob Dylan, The Paul Butterfield Blues Band, Electric Flag, Al Kooper, Dr. John e altri;
- Barry Goldberg suonò con The Electric Flag, Mitch Ryder, Leonard Cohen e altri;
- Carmine Appice è stato con i Vanilla Fudge, Cactus, Beck Bogert & Appice, e altri.

## Tracce
Lato A
1. Let Me Love You – 3:33 (Ray Kennedy, Jack Conrad)
2. Midnight Traveler – 5:13 (Paul Rosenberg)
3. I've Got a Feeling – 4:01 (John Lennon, Paul McCartney)
4. High Roller – 3:39 (Daniel Moore)
5. Sail on Sailor – 3:13 (Brian Wilson, Ray Kennedy)

Lato B
1. Workin' for the Children – 3:17 (Barry Goldberg, Mike Bloomfield)
2. You Got the Notion – 3:30 (Ray Kennedy)
3. Baby Should I Stay or Go – 4:59 (Barry Goldberg, Mike Bloomfield)
4. It's Gonna Be a Hard Night – 2:47 (Barry Goldberg, Will Jennings)
5. Magic in Your Touch – 4:45 (Ray Kennedy)

## Musicisti
- Ray Kennedy – sassofono, voce
- Rich Grech – basso
- Mike Bloomfield – chitarra
- Barry Goldberg – tastiere
- Carmine Appice – batteria